# The Old Place
The Old Place és una pel·lícula documental suïssa dirigida per Jean-Luc Godard i Anne-Marie Miéville estrenada el 1998.

## Argument
Assaig sobre el paper de les arts a finals del segle XX encarregat pel MOMA.